# 纪尧姆·尼克卢
纪尧姆·尼克卢（法語：Guillaume Nicloux，發音：[ɡijom niklu]）是法國小說家、導演與演員，他寫了數本犯罪小說，並同時執導電影與電視劇。
他所執導的《綁架大作家》在2014年翠貝卡電影節獲得最佳劇本獎。

## 重要電影作品
- 2013:《情慾修道院》(La Religieuse)
- 2014:《綁架大作家》(L'enlèvement de Michel Houellebecq)
- 2015:Valley of Love

## 外部連結
- 纪尧姆·尼克卢在互联网电影资料库（IMDb）上的資料（英文）